# Douy
Douy település Franciaországban, Eure-et-Loir megyében. Lakosainak száma 568 fő (2018. január 1.). Douy Saint-Denis-les-Ponts és Autheuil községekkel határos.

## Népesség
A település népességének változása:
| Lakosok száma | 300  | 314  | 359  | 436  | 447  | 563  | 566  | 560  | 564  | 568  |
|               | 1968 | 1975 | 1982 | 1990 | 1999 | 2011 | 2013 | 2015 | 2017 | 2018 |